# 瓦拉雪
瓦拉雪（法語：Varacieux，法語發音：[vaʁasjø]）是法国伊泽尔省的一个市镇，位于该省西南部，属于格勒诺布尔区。

## 地理
瓦拉雪（45°13'55"N, 5°20'15"E）面积18.48 平方千米，位于法国奥弗涅-罗讷-阿尔卑斯大区伊泽尔省，该省份为法国东南部内陆省份，北起顺时针与安省、萨瓦省、上阿尔卑斯省、德龙省、阿尔代什省、卢瓦尔省和罗讷省。
与瓦拉雪接壤的市镇（或旧市镇、城区）包括：沙斯莱、米里奈、塞尔-内尔波勒、鲁瓦邦、圣韦朗、维奈。
瓦拉雪的时区为UTC+01:00、UTC+02:00（夏令时）。

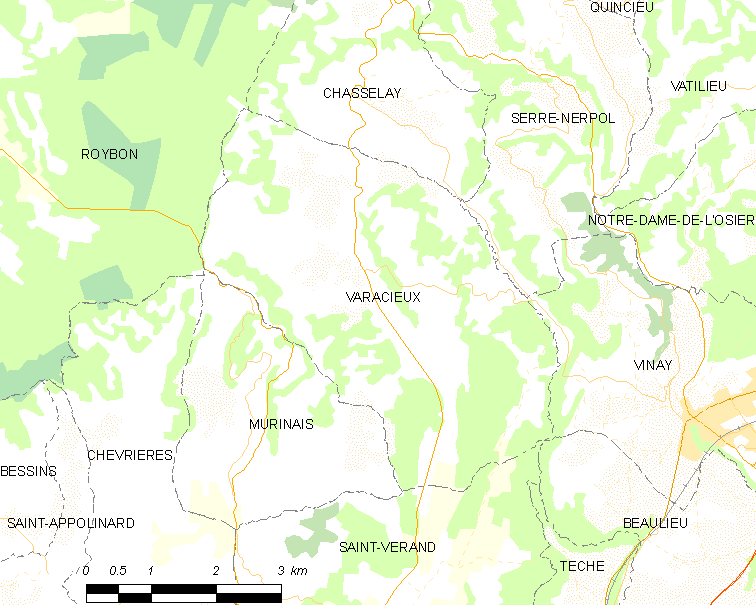
瓦拉雪的OSM定位图

## 行政
瓦拉雪的邮政编码为38470，INSEE市镇编码为38523。

## 政治
瓦拉雪所属的省级选区为南格雷西沃当县。

## 交通
伊泽尔省省道D155线和D518线在瓦拉雪交汇。

## 人口

1962-2008年间瓦拉雪人口变化图示

瓦拉雪于2022年1月1日时的人口数量为864人。